# Takelmas
Les Takelmas sont un peuple amérindien vivant en Oregon, aux États-Unis. Leur langue traditionnelle, le takelma, est éteinte. Leur territoire actuel s'étend principalement le long du fleuve Rogue. Takelma signifie d'ailleurs « (ceux) le long de la rivière ».